# Tillandsia 'Peewee'
Tillandsia 'Peewee' es un  cultivar híbrido del género Tillandsia perteneciente a la familia  Bromeliaceae.
Es un híbrido creado  con la especie Tillandsia ionantha × Tillandsia seleriana.